# Jane Shore

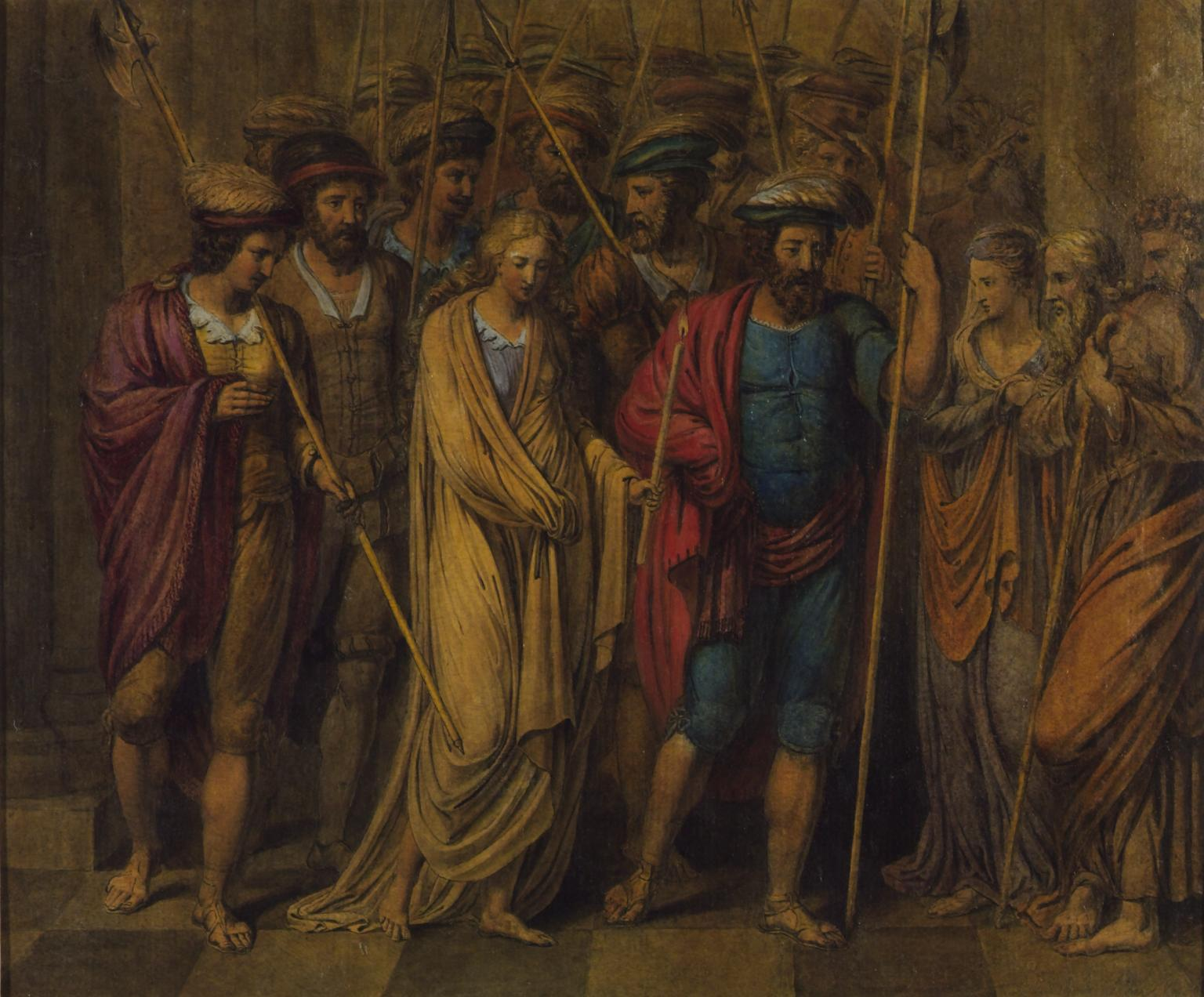
The penace of Jane Shore, "Jane Shores straff", av William Blake, ca 1780. Inga samtida avbildningar av Shore finns.

Jane Shore, född Elizabeth Lambert ca 1445, död ca 1527 var en av Edvard IV:s många älskarinnor.

## Biografi
Thomas More skrev om Jane Shore: "Hon var en liten kvinna med runt ansikte och ljus hy och var mer uppskattad för sin slagfärdighet och konversationsförmåga än sin skönhet, även om hon såg ganska bra ut", och att hon var åldrad och mager, men att även då kunde en observant iakttagare upptäcka spår av svunnen charm i hennes rynkiga ansikte.
Jane Shore föddes i London som dotter till en rik köpman vid namn John Lambert och dennes hustru Amy, dotter till en förmögen specerihandlare vid namn Robert Marshall. Hon döptes till Elizabeth, men tog namnet Jane senare, av okänd anledning. Hon gifte sig innan hon riktigt kommit ur barndomen med en köpman vid namn William Shore, som trots att han var ung, stilig och rik, aldrig lyckades vinna hennes hjärta. Han tycks ha varit impotent, och äktenskapet annullerades därför på den grunden 1476.
Jane Shore blev troligtvis älskarinna till kungen i slutet av 1475 eller 1476. Edvard övergav henne inte, så som han gjorde med många av sina älskarinnor, utan deras förhållande varade till hans död 1483. Därefter var hon älskarinna till drottningens äldste son Thomas Grey, markis av Dorset och till William Hastings, som avrättades för förräderi 1483. (Ordningen på dessa förhållanden är inte säker.)
Jane Shore tvingades att öppet göra bot vid Paul's Cross för sitt promiskuösa beteende, även om detta kan ha gjorts för att hon misstänktes ha skyddat Dorset då han var eftersökt. Hon ska ha gått i sin underklänning med ett ljus i handen en söndag, något som drog till sig många mäns uppmärksamhet längs vägen.
Medan hon satt i fängelse för sitt agerande, ville kungens advokat Thomas Lynom gifta sig med henne. Man vet detta från ett brev från Rikard III till sin ämbetsman i ärendet, som benådade Jane så att hon kunde friges från fängelset (och satte henne under hennes fars ansvar) men frågade ämbetsmannen om det var möjligt att lösa Lynom från äktenskapslöftet. Trots detta gifte Jane Shore och Thomas Lynom sig och fick en dotter. Även om Lynom förlorade sin position som kungens advokat i och med att Henrik VII besegrade Rikard III, kunde han fortsätta som byråkrat på mellannivå även under nästa regeringstid.

## Eftermäle
The Tragedy of Jane Shore är en pjäs från 1714 av  Nicholas Rowe.